# Bill Littlejohn
William Charles Littlejohn, detto Bill (Newark, 27 gennaio 1914 – Malibù, 17 settembre 2010), è stato un animatore e sindacalista statunitense. Littlejohn lavorò su cortometraggi e lungometraggi animati dagli anni '30 ai primi anni 2000. Le sue opere più importanti includono i corti di Tom & Jerry, gli speciali televisivi dei Peanuts, il corto premio Oscar The Hole (1962) e quello nominato all'Oscar A Doonesbury Special (1977). Venne inserito nella Cartoon Hall of Fame e ricevette il Winsor McCay Award e premi alla carriera dagli Annie Awards e dall'UCLA Film and Television Archive. L'animatore Michael Sporn definì Littlejohn "un dio dell'animazione".
Littlejohn fu anche cofondatore e primo presidente dello Screen Cartoonists Guild Local #852 nel 1938. Guidò lo sforzo per ottenere il riconoscimento del sindacato nei principali studi di animazione di Hollywood. Quando Walt Disney rifiutò di negoziare con il sindacato e licenziò 16 artisti pro-sindacato, Littlejohn portò il sindacato nello sciopero degli animatori Disney del 1941. Lo sciopero durò nove settimane e portò al riconoscimento di Disney del sindacato, ad aumenti salariali consistenti, a una settimana lavorativa di 40 ore e ai crediti sullo schermo. Lo sciopero Disney è stato riconosciuto come un momento di svolta nel movimento di sindacalizzazione del settore dell'animazione.
Littlejohn fu anche un sostenitore attivo per l'arte dell'animazione. Fu cofondatore dell'ASIFA-Hollywood nel 1957 e dell'International Tournée of Animation a metà degli anni '60. Egli lavorò anche nel consiglio di amministrazione dell'Academy of Motion Picture Arts and Sciences in rappresentanza di cortometraggi e animazione dal 1988 al 2001.

## Biografia

### Primi anni
Littlejohn nacque a Newark il 27 gennaio 1914. Suo padre era un ingegnere per la Pitney Bowes che lavorò a una prima combinazione di calcolatrice e macchina da scrivere. Nei primi anni '30 Littlejohn iniziò a lavorare nell'animazione presso i Van Beuren Studios di New York. Sua zia era una cineoperatrice lì, e lui venne assunto al lavaggio dei rodovetri della serie originale Tom and Jerry. Egli ricordò: "Uno dei miei primi lavori fu quello di distribuire i rodovetri agli inchiostratori. Erano così scivolosi nei loro separatori di tessuto che, quando consegnai la prima pila, la lasciai subito cadere sul pavimento!" Littlejohn si fece strada all'interno dei Van Beuren Studios fino all'inchiostrazione, all'assistenza e quindi all'animazione. In un'intervista del 1985 ricordò: "La paura di morire di fame mi portò all'animazione - quelli erano giorni di depressione. Non ebbi alcuna formazione artistica, ma imparai l'animazione da un kit fai-da-te". Mentre era ai Van Beuren Studios, egli lavorò su Toonerville Trolley (1936), Parrotville (1934) e due cortometraggi animati di Amos e Andy, The Rasslin' Match (1934) e The Lion Tamer (1934).

### Hollywood negli anni '30 e '40
Quando i Van Beuren Studios chiusero i battenti nel 1936, Littlejohn si trasferì a Los Angeles, si laureò in ingegneria aerospaziale e lavorò per un po' alla Lockheed Corporation. Ricordò: "Cominciai a lavorare alla Lockheed, ma lì le persone erano così noiose! Avrebbero parlato tutta la notte delle qualità di un rivetto".
Nel 1937 Littlejohn tornò all'animazione, lavorando per Harman e Ising e la Metro-Goldwyn-Mayer. Mentre era alla MGM lavorò sui cortometraggi della serie Happy Harmonies e sulla nuova serie Tom & Jerry. Littlejohn fu una delle poche persone a lavorare sia nella serie Van Beuren che in quella MGM. Nel 1938 Littlejohn lavorò su Jitterbug Follies di Milt Gross, dove fu responsabile dell'animazione dei pinguini danzanti, e in The Captain and the Kids, una serie di corti animati MGM basata sul fumetto Bibì e Bibò.
Lasciò il lavoro di animatore durante la seconda guerra mondiale per lavorare come pilota collaudatore e istruttore di volo. Continuò anche a fare animazione freelance per la MGM e Walter Lantz.

### Littlejohn sindacalista e lo sciopero degli animatori Disney
Mentre lavorava ai Van Beuren Studios nel 1935, Littlejohn vide le origini degli sforzi per sindacalizzare l'industria dell'animazione. A quel tempo, ricordò, "mi tenni il naso pulito, perché molti ragazzi si mettevano in difficoltà e finivano nella lista nera".
Alla fine degli anni '30 Littlejohn incontrò il sindacalista Herb Sorrell, e insieme costituirono lo Screen Cartoonists Guild Local #852 nel 1938 con Littlejohn come presidente. Littlejohn in seguito spiegò la sua decisione di diventare coinvolto nel movimento sindacale: "Avevo appena visto troppe persone andarsene con molto, e troppe poche con niente, e dovevo essere coinvolto. Così abbiamo formato un sindacato".
Sorrell e Littlejohn iniziarono a sindacalizzare i lavoratori dell'animazione, e la MGM, Walter Lantz e George Pal riconobbero rapidamente il sindacato. Seguì Leon Schlesinger dopo sei giorni di blocco, ma Walt Disney rifiutò di firmare un contratto sindacale. Dopo aver raccolto abbastanza carte di rappresentanza, Sorrell, Littlejohn e l'animatore Disney Art Babbitt incontrarono Walt Disney e i suoi avvocati. Disney rifiutò con rabbia di negoziare e insistì che suoi animatori erano rappresentati dalla Federation of Screen Cartoonists, un sindacato farlocco istituito da Disney che era stato dichiarato illegale dalla National Labor Relations Board. Dopo l'incontro, Disney licenziato Babbitt e altri 16 artisti pro-sindacato. Lo sciopero degli animatori Disney del 1941 iniziò il giorno successivo. Mentre gli animatori marciavano davanti allo studio Disney a Burbank, Littlejohn, che era un pilota, volava in testa e, nelle sue parole, "agitai le ali" ai manifestanti, che "agitarono i loro cartelli verso di me". Lo sciopero durò per nove settimane e si concluse in seguito alle pressioni su Disney da mediatori federali, boicottaggi a livello nazionale, la Bank of America e Roy O. Disney. Il 21 settembre 1941 lo sciopero finì e il sindacato venne riconosciuto da Disney.
Walt Disney in seguito testimoniò davanti alla Commissione per le attività antiamericane che riteneva che Sorrell fosse un comunista, ma la sua testimonianza era basata sul sentito dire: "All'epoca credevo che il signor Sorrell fosse comunista a causa di tutte le cose che avevo sentito..." Littlejohn ricordò Sorrell così: "Herb fu chiamato comunista, cosa che non è mai stato. Di fatto, anche il Partito Comunista degli Stati Uniti d'America non lo amava troppo, perché non poteva essere controllato". Nonostante il suo coinvolgimento nel movimento sindacale , Littlejohn non era a sua volta un obiettivo del maccartismo o della lista nera di Hollywood. In seguito ricordò: "Ripassavo regolarmente nella mia mente quello che avrei voluto dire quando l'FBI fosse venuto a chiamarmi, ma stranamente non l'hanno mai fatto".
Lo sciopero Disney è stato riconosciuto come un momento di svolta negli sforzi per sindacalizzare l'industria dell'animazione. Secondo un rapporto dello sciopero, esso comportò un sostanziale aumento di stipendio, una settimana lavorativa di 40 ore e crediti sullo schermo per gli animatori. Tom Sito, presidente emerito della Hollywood Animation Guild Local No.839, disse: "Bill Littlejohn fu l'ultimo dei sindacalisti dinamici di Hollywood degli anni '30 e '40. Il suo attivismo fece molto per costruire il tenore di vita che gli animatori hanno oggi".

### Gli speciali dei Peanuts e gli anni '50-'60
Negli anni '50 Littlejohn lavorò presso diversi studi commerciali, tra cui Playhouse Pictures, Jay Ward Productions, Animation Inc., Fine Arts Films, The Ink Tank e Bill Melendez Productions. Il suo spot animato per gli pneumatici "Tiger Paws" della Uniroyal rimane un pezzo popolare e spesso trasmesso.
Mentre era associato con Melendez, lavorò come uno dei principali animatori sugli speciali televisivi e film dei Peanuts. Le sue scene più famose comprendono una scena di Un Natale da Charlie Brown (1965) in cui Snoopy balla sul pianoforte mentre Schroeder suona un riff jazz e la sezione Snoopy-Barone Rosso in È il Grande Cocomero, Charlie Brown (1967). Littlejohn ricordò che la scena di Snoopy che balla sul pianoforte di Schroeder incontrò resistenza da Charles Schulz: "All'inizio a Charles Schulz non importava tutta la pantomima di Snoopy. Sentiva che stava deviando troppo dal suo stile. Voleva che tutto il film fosse fatto di teste parlanti che facessero i suoi dialoghi". Littlejohn lavorò anche al film del 1972 Torna a casa Snoopy. Tra le scene famose da lui animate nel film, c'è l'incontro di boxe tra Snoopy e Lucy Van Pelt e la scena in cui una bambina lega Snoopy, gli cambia nome in "Rex" e gli fa il bagno.

### Associazione con gli Hubley e ultimi anni
Littlejohn lavorò per più di 30 anni con John e Faith Hubley. Nel 1962 Littlejohn fu l'animatore principale del corto premio Oscar degli Hubley The Hole. In The Hole due operai edili di New York, uno dei quali doppiato dalla leggenda del jazz Dizzy Gillespie, usa dialoghi improvvisati per discutere la possibilità di una guerra nucleare. In una scena il personaggio doppiato da Gillespie, animato da Littlejohn, esegue dei passi di danza. All'after-party, Gillespie disse a Littlejohn: "Amico, sono contento che tu abbia fatto quella sezione da solo, perché non so ballare!"
Littlejohn lavorò con gli Hubley anche nel 1977 su A Doonesbury Special, che vinse il Premio della Giuria come miglior cortometraggio al Festival di Cannes 1978 e venne nominato all'Oscar. Littlejohn fece l'animazione di prova iniziale di Zonker Harris che mette fiori nelle canne dei fucili della Guardia Nazionale. Garry Trudeau si sbalordì del lavoro di Littlejohn, non avendo mai visto i suoi personaggi in movimento prima. Littlejohn animò circa 12 minuti del corto. John Hubley morì durante un intervento chirurgico a cuore aperto, mentre A Doonesbury Special era in produzione.
Littlejohn lavorò con gli Hubley su The Hat (1963), Of Stars and Men (1964), Zuckerkandl (1969), Voyage to Next (1974), People, People, People (1975), Everybody Rides the Carousel (1976), Sky Dance, Enter Life (1982) e Amazonia (1990).
L'animatore Michael Sporn definì Littlejohn "un dio dell'animazione" e citò il suo lavoro come uno dei migliori nell'animazione americana. Del suo lavoro sul mediometraggio del 1964 Of Stars and Men disse Sporn: "Il lavoro di Bill su Of Stars and Men è entrato completamente nel mio vocabolario di grande animazione. I cicli di camminata per i molti animali sono così maestosi e regali che li guardo più e più volte".
Nei suoi ultimi anni Littlejohn lavorò anche su diversi film di animazione, tra cui Il casello fantasma (1970), La collina dei conigli (1978), Heavy Metal (1981), The Soldier's Tale (1984) e Mrs. Doubtfire - Mammo per sempre (1993).

### Patrocinio per l'arte dell'animazione
Littlejohn fu anche un sostenitore e partecipante ad attività intese a preservare e promuovere l'animazione come forma d'arte importante.
Nel 1957 si unì a Ward Kimball e Les Goldman a fondare l'ASIFA-Hollywood, un'organizzazione non-profit costituita per promuovere e preservare l'arte dell'animazione cinematografica. Dal 1972 l'organizzazione ha presentato gli annuali Annie Awards per il lavoro rilevante nell'animazione.
Nel 1965 Littlejohn e altri membri dell'ASIFA-Hollywood organizzarono l'International Tournée of Animation, un programma per mostrare l'animazione di qualità presso il Los Angeles County Museum of Art. Prima di questo era stato quasi impossibile vedere animazione di qualità negli Stati Uniti. La Tournée divenne affiliata con l'American Film Institute nel 1969 e condusse un tour multi-città per molti anni.
Nel 1984 Littlejohn e sua moglie Fini aiutarono a organizzare l'Olympiad of Animation per l'Olympic Arts Festival.
Dal 1988 al 2001 Littlejohn fu anche un membro del consiglio di amministrazione dell'Academy of Motion Picture Arts and Sciences in rappresentanza di cortometraggi e animazione.

### Vita privata e morte
Littlejohn è stato sposato per 61 anni con Fini Rudiger. Fini era un'attrice e artista di Vienna. Si trasferì a Hollywood e faceva art design per American Airlines e Disney. I due si sposarono nel 1943. Vissero insieme nella loro casa a Malibù, fino a quando Fini morì nel 2004. Littlejohn è morto il 17 settembre 2010 a 96 anni. Ha lasciato due figli, Steve e Toni, e tre nipoti.

## Premi e omaggi
Nell'ottobre 1981 l'ASIFA premiò Littlejohn con uno speciale Annie Award, "in onore dei suoi 50 anni come animatore". Ricevette anche il Winsor McCay Award nel 1987 ed è stato inserito nella Cartoon Hall of Fame. Nel maggio 1999 la UCLA Film and Television Archive e la UCLA Animation Workshop presentarono "An Evening With Animator Bill Littlejohn" e gli consegnarono un premio alla carriera.